# Juliane Rumpf

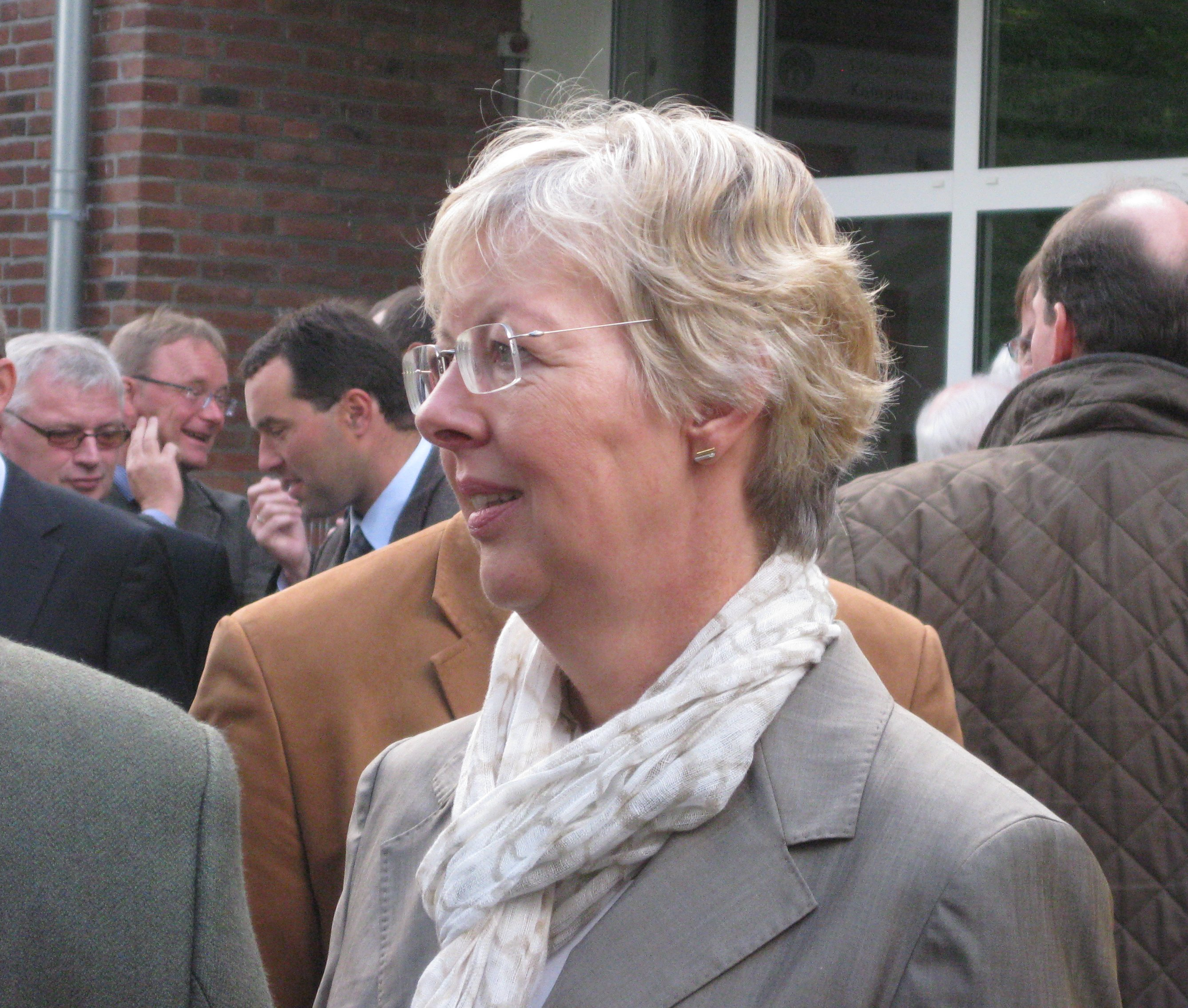
Juliane Rumpf (2010)

Juliane Rumpf, geb. Baehr, (* 8. Mai 1956 in Freienberg, Sehestedt) ist eine deutsche Politikerin (CDU) und leitete von 2009 bis 2012 im Kabinett Carstensen II das schleswig-holsteinische Ministerium für Landwirtschaft, Umwelt und ländliche Räume.

## Leben
Rumpf studierte in Kiel Agrarwissenschaften und wurde 1983 mit einer Arbeit über das Verhalten von Milchkühen in Laufställen promoviert. Seit 1979 war sie wissenschaftliche Mitarbeiterin am Institut für Milcherzeugung der Bundesanstalt für Milchforschung in Kiel. Seit 1985 war sie im Finanzministerium von Schleswig-Holstein – zuletzt als Abteilungsleiterin – tätig. Nach der Landtagswahl in Schleswig-Holstein 2009 holte sie Ministerpräsident Peter Harry Carstensen als einzige Frau in sein CDU/FDP-Kabinett.
Am 18. Juni 2018 wurde Juliane Rumpf zur Kreispräsidentin des Kreises Rendsburg-Eckernförde gewählt. Ihre Amtszeit endete 2023, als sie sich bei der Kommunalwahl nicht erneut zur Wahl stellte.
Ab dem 1. Juli 2024 ist sie Landesbeauftragte für Naturschutz in Schleswig-Holstein.

## Persönliches
Juliane Rumpf ist verheiratet mit dem Mediziner Wolfgang Rumpf. Ehrenamtlich tätig ist sie u. a. als Botschafterin der Stiftung Klimawald.